# Beranovský práh
Beranovský práh je geomorfologický okrsek tvořící součást Jihlavsko-sázavské brázdy, v jejíž jižní části se nachází. Široký hřbet je strukturně tektonického původu. Tvoří jej biotitické ruly a syenit jihlavského masívu a rozsáhlé plošiny zarovnaného povrchu na vrcholu, kde vede hlavní evropské rozvodí. Příčně jej dělí několik sedel. Místy se nacházejí pliocenní sedimenty. Nejvyšším bodem je Kázek (567 m), jenž stojí 1 km severozápadně od Henčova. Je to pedimenty obklopený migmatitový suk. Východní část je převážně zalesněna. Převažují smrčiny s borovicí, modřínem a břízou, místy rostou bučiny.